# Vanesa Martín
María Vanesa Martín Mata (ur. 14 listopada 1980 w Maladze) – hiszpańska piosenkarka i kompozytorka. Jej muzyka to osobliwa mieszanka jazzu, popu, flamenco, rocku, bluesa i innych stylów. Pierwsza wykonawczyni muzyki „pop” która wystąpiła w Teatro Real de Madrid. Pochodzi z Archidony, małej miejscowości w prowincji Malaga.

Sekretem jej sukcesu jest forma interpretacji i sposób komponowania. Jest zdolna dotknąć najgłębszych uczuć dzięki swemu szczególnemu głosowi, który przenosi Cię do najprzyjemniejszych zakątków muzyki.

## Kariera
Zaczęła interesować się muzyką już w wieku sześciu lat, kiedy to dostała od ojca gitarę. Występowała w chórkach kościelnych, grała „palos flamenco”. Już jako nastolatka pisała swoje własne utwory, a wieku 15 lat zaczęła śpiewać w lokalach w rodzinnym mieście, a także występować w miejscowej telewizji i radio.
W 2003 roku ukończyła studia na wydziale nauczania i pedagogiki na Uniwersytecie w Maladze, po czym przeprowadziła się do Madrytu. Postanowiła zajmować się profesjonalnie muzyką. Początki nie były łatwe. Chodziła ze swoim demo od baru do baru, aż wreszcie trafiła do „El Taburete”, gdzie rozpoczęła swoje występy solowe. Następnie znalazła się w klubie muzycznym „Búho Real”. Tam zadebiutowała w albumie El Búho Real, który był kompilacją utworów początkujących piosenkarzy hiszpańskich.
Pierwszy jej album studyjny, zatytułowany Agua ukazał się w 2006, dzięki współpracy z wytwórnia EMI. Rok później została wydana jego reedycja, uzupełniona o piosenkę „Durmiendo sola”, w duecie z Davidem DeMaríą.
W 2009 roku związała się z wytwórnia WMG co zaowocowało powstaniem drugiego albumu Trampas i pierwszą trasą koncertową po Hiszpanii. W tym samym czasie supportowała Alejandro Fernándeza. Pisała teksty dla takich artystów jak: Pastora Soler, María Toledo czy Alejandro Sanz.
W 2012 roku ukazał się jej trzeci album Cuestión de piel (we współpracy z Malú, Pablo Alboránem y La Mari), a w 2014 roku czwarty, zatytułowany Crónica de un baile, za który zdobyła „złotą płytę” i platynową. Kolejną „złotą” osiągnęła z albumem Directo w 2015 roku. „Platynową płytą” okazała się wydana w 2016 roku Munay, a z Todas las mujeres que habitan en mi (Kany García, Abel Pintos) ponownie osiągnęła złoty krążek w 2018 roku.
W 2009, 2014, 2016, 2018, 2019 i 2021 roku zdobyła nagrodę rozgłośni Cadena Dial-„Premios Dial”. W 2017 została „Artystą Roku” w LOS40 Music Awards. Jej piosenki wielokrotnie gościły na czołówkach list przebojów w kraju (np. Promusicae) i krajach hiszpańskojęzycznych.
W 2016 wydała zbiór wierszy Mujer Océano, a w 2017 roku Diario Munay, książkę, która zawiera teksty utworów, zdjęcia i komentarze autorki.
Podsumowując swoją twórczość powiedziała:

Nie porzuciłabym muzyki nawet dla miłości. Bez muzyki nie mogłabym żyć, a potrzebuję żyć aby móc się zakochać.

## Dyskografia
Jej dorobek artystyczny to siedem płyt studyjnych.

Albumy studyjne i kompilacje:
- Agua (2006)
- Agua – Reedición (2007)
- Trampas (2009)
- Trampas – Edición especial (2010)
- Ven, siéntate y me lo cuentas... (2012)
- Cuestión de piel (2012)
- Crónica de un baile (2014)
- Directo: Gira Crónica de Un Baile (2015)
- Munay (2016)
- Munay vivo (2017)
- Todas las mujeres que habitan en mi (2018)
- Siete veces sí (2020)